# Liste der Stolpersteine in Husum
Die Liste der Stolpersteine in Husum enthält alle Stolpersteine, die im Rahmen des gleichnamigen Projekts von Gunter Demnig in Husum verlegt wurden. Mit ihnen soll an Opfer des Nationalsozialismus erinnert werden, die in Husum lebten und wirkten.

## Verlegte Stolpersteine
| Adresse                  | Verlege- datum | Person, Inschrift | Bild                                                                                     | Anmerkung |
| ------------------------ | -------------- | --- | ---------------------------------------------------------------------------------------- | --- |
| Theodor-Storm-Straße 2 · | 23. Nov. 2010  | Hier lernte Theodor-Storm-Schule Mirjam Cohen Jg. 1923 Flucht 1938/39 Holland interniert Westerborg deportiert Auschwitz ermordet 19.11.1943                                                         | Der Stolperstein scheint derzeit zu fehlen. Die Stadt Husum wurde informiert (9.8.2018). | Die am 23. Mai 1923 in Berlin geborene Mirjam Cohen war die einzige jüdische Schülerin im „Städtischen Oberlyzeum“ während der NS-Zeit. Sie starb trotz der Flucht nach Holland am 19. November 1943 in Auschwitz. |
| Süderstraße              |                | 26. September – 29. Dezember 1944 2500 Zwangsarbeiter aus dem KZ-Außenlager Husum-Schwesing werden durch Husums Straßen zum Bau am ‚Friesenwall‘ getrieben Mehr als 300 Menschen verlieren ihr Leben |                                                                                          | |